# 향신
향신(郷紳, tesu ba i sula hafan)은 1911년까지 군주제 하의 중국 지역 사회에서 사회적 · 문화적 지위를 가진 사람을 말한다. 신사(紳士), 사신(士紳)· 신신(縉紳)이라고도 불렸다.

## 개요
일반적으로 과거로 얻은 직함(생원 이상)을 가진 사람을 말한다. 향신은 군주제 중국의 지방 사회에서 큰 역할을 했다. 관원과 민중의 통로 역할을 했고, 다른 한편으로는 관원의 지방 통치에 협력하며, 또 한편으로는 관원에 대한 민중의 의견을 대변하는 역할을 했다.
그러나 그 지위를 이용하여 중간의 이익을 얻고, 향리의 민중을 먹이로 삼았던 ‘열신’(劣紳)도 적지 않게 존재하고 있었다.
향신은 과거가 폐지된 후 중화민국에서도 세력을 유지했지만, 중화인민공화국이 세워지고 소멸했다.

## 같이 보기
- 사대부